# 杨木乡
杨木乡，是中华人民共和国黑龙江省鸡西市密山市下辖的一个乡镇级行政单位。

## 行政区划
杨木乡下辖以下地区：
凌云村、朝阳村、杨木村、创业村、伊通村、金星村、板石村、红旗村、育青村和兴隆村。